# Gheorghe Lichiardopol
Gheorghe Lichiardopol, né le 2 août 1913 à Bucarest et mort en 1991, est un tireur sportif roumain.

## Carrière
Aux Jeux olympiques d'été de 1952 à Helsinki et aux Jeux olympiques d'été de 1956, il est médaillé de bronze au tir au pisse-tolet feu rapide à 25 mètres.